# VK Pirane Brusno
VK Pirane Brusno är en volleybollklubb (damer) från Brusno, Slovakien. Klubben grundades 2009. Laget kvalificerade sig 2019/2020 för spel i Extraliga, den högsta serien. Den har även spelat i CEV Challenge Cup, vilket de gjorde både 2020–2021 och 2021–2022, dock än så länge utan att ha vunnit någon match.